# Alianța Civică
Alianța Civică este o organizație neguvernamentală din România, cu sediul la București, creată în anul 1990, în scopul dezvoltării societății civile din România.
Între anii 1990 - 1996 Alianța Civică a jucat un rol important în democratizarea societății românești organizând numeroase acțiuni civice ca de pildă seminarii, demonstrații, etc. Deși nu a fost un partid politic și nu a candidat vreodată ca entitate separată în alegeri, numeroși membri ai Alianței Civice au fost propulsați în diferite funcții în stat și în administrațiile locale ca parte din decizia organizației de a se implica activ în viața politică din România. Printre ei se numără și Emil Constantinescu ales președinte al României în anul 1996.

## Istoric
A fost înființată la data de 7 noiembrie 1990
prin sentința civilă nr. 2274 a judecătoriei sectorului 1. Începând cu aceea dată specialiștii Alianței Civice lucrează la Carta Alianței Civice care va fi lansată cu ocazia Convenției Naționale a Alianței Civice din 14 - 15 decembrie 1990, de la București. Tot atunci se lansează deviza "Nu putem reuși decât împreună". Prin statut, mandatul de președinte se exercită prin rotație. Primul președinte ales a fost Marian Munteanu, președintele Ligii Studenților din Universitatea București, aflat în greva foamei după eliberarea din detenția la Jilava. Printre președinții Alianței Civice s-au numărat scriitoarea Ana Blandiana și Prof. Dr. Șerban Rădulescu-Zoner. 
La scurt timp Marian Munteanu, fiind în dezacord cu majoritatea membrilor consiliului de conducere (dominat de GDS), a demisionat din funcția de președinte  și, după alte câteva luni, s-a retras din Alianța Civică 
În 1991 o parte din membrii Alianței Civice au constituit Partidul Alianța Civică, condus de criticul literar Nicolae Manolescu, partid care în anul 1998 s-a unit cu Partidul Național Liberal. Pe 26 noiembrie 1991, sub conducerea scriitoarei Ana Blandiana, Alianța Civică a devenit membru fondator al Convenției Democratice din România (CDR), alături de alte 14 organizații civice (Asociația Foștilor Deținuți Politici din România, Solidaritatea Universitară) și partide politice (PNȚCD, PNL, PSDR, UDMR, PER, PAC etc.). Convenția Democratică și candidații săi au cîștigat în 1996 alegerile locale în cele mai importante orașe ale țării, alegerile parlamentare și alegerile prezidențiale (Emil Constantinescu). Cu sprijinul Alianței Civice, s-a format primul guvern al forțelor democratice, în fruntea căruia a fost desemnat Victor Ciorbea, la vremea aceea primarul general al capitalei București .

## Membri
- Petre Mihai Băcanu
- Ana Blandiana
- Ion Caramitru
- Victor Ciorbea
- Emil Constantinescu
- Radu Sârbu
- Doina Cornea
- Lucia Hossu Longin
- Sorin Ilieșiu
- Adrian Marino
- Ioan T. Morar
- Dan Puric
- Șerban Rădulescu-Zoner
- Romulus Rusan
- Mihai Șora
- Stelian Tănase
- Vasile Baghiu